# Anna mä meen
Anna mä meen è un singolo del rapper finlandese Cheek, tratto dall'album Sokka irti e pubblicato nel 2012 dalla casa discografia di sua proprietà Liiga Music Oy. Jonne Aaron, cantante dei Negative, partecipa cantando il ritornello del brano.
Il singolo è entrato nelle classifiche finlandesi alla 45ª settimana ed è stata alla posizione numero uno per due settimane consecutive.
Un video musicale del brano è stato girato da Petri Lahtinen e pubblicato sull'account della casa discografica su YouTube.

## Tracce
1. Anna mä meen (feat. Jonne Aaron) – 4:04

## Classifiche
| Classifica           | Massima posizione |
| -------------------- | ----------------- |
| Finlandia            | 1                 |
| Finlandia (digitale) | 1                 |